# Nageia wallichiana
Nageia wallichiana é uma espécie de conífera da família Podocarpaceae.
Pode ser encontrada nos seguintes países: Brunei, Camboja, China, Índia, Indonésia, Laos, Malásia, Myanmar, Tailândia e Vietname.